# Europamästerskapen i taekwondo 2022
Europamästerskapen i taekwondo 2022 hölls mellan den 19 och 22 maj 2022 i Manchester i Storbritannien. Det var den 25:e upplagan av Europamästerskapen i taekwondo.

## Medaljörer

### Herrar
| Gren   | Guld                         | Silver                               | Brons                        |
| −54 kg | Omar Salim Ungern            | Görkem Polat Turkiet                 | Deniz Dağdelen Turkiet       |
| −54 kg | Omar Salim Ungern            | Görkem Polat Turkiet                 | Josip Teskera Kroatien       |
| −58 kg | Cyrian Ravet Frankrike       | Jack Woolley Irland                  | Vito Dell'Aquila Italien     |
| −58 kg | Cyrian Ravet Frankrike       | Jack Woolley Irland                  | Adrián Vicente Spanien       |
| −63 kg | Hakan Reçber Turkiet         | Souleyman Alaphilippe Frankrike      | Imran Özkaya Tyskland        |
| −63 kg | Hakan Reçber Turkiet         | Souleyman Alaphilippe Frankrike      | Joan Jorquera Spanien        |
| −68 kg | Bradly Sinden Storbritannien | Javier Pérez Spanien                 | Théo Lucien Frankrike        |
| −68 kg | Bradly Sinden Storbritannien | Javier Pérez Spanien                 | Nimrod Krivitzky Israel      |
| −74 kg | Stefan Takov Serbien         | Nedžad Husić Bosnien och Hercegovina | Muhammed Emin Yıldız Turkiet |
| −74 kg | Stefan Takov Serbien         | Nedžad Husić Bosnien och Hercegovina | Badr Achab Belgien           |
| −80 kg | Simone Alessio Italien       | Edi Hrnic Danmark                    | Toni Kanaet Kroatien         |
| −80 kg | Simone Alessio Italien       | Edi Hrnic Danmark                    | Richard Ordemann Norge       |
| −87 kg | Ivan Šapina Kroatien         | Raúl Martínez Spanien                | Patrik Divkovič Slovenien    |
| −87 kg | Ivan Šapina Kroatien         | Raúl Martínez Spanien                | Enbiya Taha Biçer Turkiet    |
| +87 kg | Emre Kutalmış Ateşli Turkiet | Iván García Spanien                  | Radik Isayev Azerbajdzjan    |
| +87 kg | Emre Kutalmış Ateşli Turkiet | Iván García Spanien                  | Paško Božić Kroatien         |

### Damer
| Gren   | Guld                          | Silver                     | Brons                          |
| −46 kg | Lena Stojković Kroatien       | Emine Göğebakan Turkiet    | Michal Zrihen Portugal         |
| −46 kg | Lena Stojković Kroatien       | Emine Göğebakan Turkiet    | Rivka Bayech Israel            |
| −49 kg | Merve Dinçel Turkiet          | Avishag Semberg Israel     | Bruna Duvančić Kroatien        |
| −49 kg | Merve Dinçel Turkiet          | Avishag Semberg Israel     | Adriana Cerezo Spanien         |
| −53 kg | Zeliha Ağrıs Turkiet          | Alma Pérez Spanien         | Ela Aydin Tyskland             |
| −53 kg | Zeliha Ağrıs Turkiet          | Alma Pérez Spanien         | Ivana Duvančić Kroatien        |
| −57 kg | Hatice Kübra İlgün Turkiet    | Patrycja Adamkiewicz Polen | Jade Jones Storbritannien      |
| −57 kg | Hatice Kübra İlgün Turkiet    | Patrycja Adamkiewicz Polen | Gaida Al Halwani Italien       |
| −62 kg | Jone Magdaleno Spanien        | Petra Štolbová Tjeckien    | Sarah Chaari Belgien           |
| −62 kg | Jone Magdaleno Spanien        | Petra Štolbová Tjeckien    | Kimia Alizadeh Flyktinglaget   |
| −67 kg | Cecilia Castro Spanien        | Magda Wiet-Hénin Frankrike | Aleksandra Perišić Serbien     |
| −67 kg | Cecilia Castro Spanien        | Magda Wiet-Hénin Frankrike | Lauren Williams Storbritannien |
| −73 kg | Althéa Laurin Frankrike       | Nika Klepac Kroatien       | Rebecca McGowan Storbritannien |
| −73 kg | Althéa Laurin Frankrike       | Nika Klepac Kroatien       | Marie-Paule Blé Frankrike      |
| +73 kg | Bianca Walkden Storbritannien | Aleksandra Kowalczuk Polen | Solène Avoulette Frankrike     |
| +73 kg | Bianca Walkden Storbritannien | Aleksandra Kowalczuk Polen | Nafia Kuş Turkiet              |

## Medaljtabell
*   Värdland ( Storbritannien)
| Nr                   | Nation                        | Guld | Silver | Brons | Totalt |
| -------------------- | ----------------------------- | ---- | ------ | ----- | ------ |
| 1                    | Turkiet (TUR)                 | 5    | 2      | 4     | 11     |
| 2                    | Spanien (ESP)                 | 2    | 4      | 3     | 9      |
| 3                    | Frankrike (FRA)               | 2    | 2      | 3     | 7      |
| 4                    | Kroatien (CRO)                | 2    | 1      | 5     | 8      |
| 5                    | Storbritannien (GBR)*         | 2    | 0      | 3     | 5      |
| 6                    | Italien (ITA)                 | 1    | 0      | 2     | 3      |
| 7                    | Serbien (SRB)                 | 1    | 0      | 1     | 2      |
| 8                    | Ungern (HUN)                  | 1    | 0      | 0     | 1      |
| 9                    | Polen (POL)                   | 0    | 2      | 0     | 2      |
| 10                   | Israel (ISR)                  | 0    | 1      | 2     | 3      |
| 11                   | Bosnien och Hercegovina (BIH) | 0    | 1      | 0     | 1      |
| 11                   | Danmark (DEN)                 | 0    | 1      | 0     | 1      |
| 11                   | Irland (IRL)                  | 0    | 1      | 0     | 1      |
| 11                   | Tjeckien (CZE)                | 0    | 1      | 0     | 1      |
| 15                   | Belgien (BEL)                 | 0    | 0      | 2     | 2      |
| 15                   | Tyskland (GER)                | 0    | 0      | 2     | 2      |
| 17                   | Azerbajdzjan (AZE)            | 0    | 0      | 1     | 1      |
| 17                   | Norge (NOR)                   | 0    | 0      | 1     | 1      |
| 17                   | Portugal (POR)                | 0    | 0      | 1     | 1      |
| 17                   | Slovenien (SLO)               | 0    | 0      | 1     | 1      |
| 17                   | Flyktinglaget                 | 0    | 0      | 1     | 1      |
| Totalt (21 nationer) | Totalt (21 nationer)          | 16   | 16     | 32    | 64     |